# Talla Niang
Pour les articles homonymes, voir Niang.
Le général de division Talla Niang, né en 1953 à Thiadiaye (région de Thiès), est un officier général sénégalais.  

## Biographie
Talla Niang est formé à l'École spéciale militaire de Saint-Cyr, d'où il sort diplômé en juillet 1975. Il effectue ensuite une formation à l'École d'application de l'infanterie, complétée par un stage d'officier à l'École des troupes aéroportées de Pau, puis il rejoint les parachutistes. 
Il est diplômé de l'École d'état-major de Compiègne, breveté de l'École supérieure de guerre de Hambourg en Allemagne et auditeur à l'Institut des hautes études de défense nationale de Paris. Il est aussi diplômé du Centre d'études stratégiques pour l'Afrique (département du Pentagone, session de Libreville).
Le général Niang parle le français, l'anglais et l'allemand. Il lit, écrit et comprend l'espagnol, en plus de sa langue maternelle, le wolof.

## Carrière
À partir de 1987, il est commandant de différentes formations militaires de l'armée sénégalaise : le 12e bataillon d'instruction de Saint-Louis, puis le bataillon d'artillerie en 1989, la division logistique de l'Armée de terre en 1992, la division opérations en 1993 et la division technique-emploi de l'état-major général des armées en 1995.
De 1997 à 1998, il est chef d'état-major, puis commandant par intérim de la Mission d'interposition et de surveillance des accords de Bangui (MISAB). 
D'avril 1998 à avril 2000, il est commandant de la zone militaire no 1 et commandant d'armes délégué de la place de Dakar.
En mai 2000, le président Abdoulaye Wade, dans un vaste remaniement à tous les postes militaires stratégiques, nomme le colonel Talla Niang sous-chef d'état-major général des armées en remplacement du colonel Mbaye Faye. Il est sous les ordres du chef d'état-major général des armées, le général Babacar Gaye.
Il est nommé attaché militaire en Côte d'Ivoire.[Quand ?]
En 2011 le général de brigade Talla Niang échappe à une embuscade le 5 avril 2011 à Abidjan. 
Il est promu général de division à compter du 31 octobre 2012 par le président Macky Sall.

## Décorations
- Officier de la Légion d'honneur (France)
- Commandeur de l'ordre de la Reconnaissance (République centrafricaine)
- Officier de l'ordre du Mérite gambien
- Officier de l'ordre du Mérite koweïtien
- Commandeur de l'ordre national ivoirien
- Médaille des Nations unies au Liban
- Médaille des Nations unies en Côte d'Ivoire
- Médaille de la MISAB en Centrafrique
- Grand officier de l'ordre du Mérite sénégalais
- Officier de l'ordre national du Lion du Sénégal
- Croix de la Valeur militaire avec étoile d'argent